# Morten Lie
Morten Lie (* 17. Oktober 1985 in Frederikshavn) ist ein dänischer Eishockeyspieler, der seit 2014 bei den Frederikshavn White Hawks in der AL-Bank Liga auf der Position des Stürmers spielt. 

## Karriere
Morten Lie durchlief in seiner Geburtsstadt die gesamte Jugendabteilung des mehrmaligen dänischen Meisters Frederikshavn White Hawks, ehe er 2002 seinen ersten Einsatz in der 1. Mannschaft erhielt. Im folgenden Jahr konnte er sich in die Stammaufstellung spielen, wo er überwiegend eingesetzt wurde. Einen Leistungsschub erhielt seine Karriere mit dem Wechsel zum Ligakonkurrenten Sønderjysk Elitesport in der Saison 2007/08. Nach nur einem Jahr wechselte Lie aber wieder zurück zu seinem Heimatverein. Zur Saison 2011/12 wechselte er nochmals zu einem Ligakonkurrenten, den Herning Blue Fox, verblieb dort aber ebenfalls nur für eine Saison, ehe er zur Saison 2012/13 wieder zu seinem Heimatverein Frederikshavn White Hawks wechselte.
Im April 2013 wurde bekannt, dass Lie, welcher in der abgelaufenen Saison Topscorer seiner Mannschaft war, zum SC Riessersee wechselt. Im März 2014 gab der SC Riessersee bekannt, dass er auch in der Saison 2014/15 für den Verein auflaufen wird. Der Vertrag wurde jedoch Anfang November 2014 aufgrund mangelhafter Leistungen (nur ein Tor und sechs Assists in 16 Spielen) aufgelöst. Erschwerend kam für Lie hinzu, dass ein Spieler benötigt wurde, um den verletzten Mittelstürmer Mark Kosick zu ersetzen. Daraufhin erfolgte ein Wechsel des Linksschützen in seine Heimat, der ihn erneut zu den Frederikshavn White Hawks führte.

## Erfolge und Auszeichnungen
- 2011 Dänischer Vizemeister mit den Frederikshavn White Hawks
- 2012 Dänischer Meister mit den Herning Blue Fox
- 2012 Dänischer Pokal-Sieger mit den Herning Blue Fox
- 2013 Dänischer Vizemeister mit den Frederikshavn White Hawks

## Karrierestatistik
(Legende zur Spielerstatistik: Sp oder GP = absolvierte Spiele; T oder G = erzielte Tore; V oder A = erzielte Assists; Pkt oder Pts = erzielte Scorerpunkte; SM oder PIM = erhaltene Strafminuten; +/− = Plus/Minus-Bilanz; PP = erzielte Überzahltore; SH = erzielte Unterzahltore; GW = erzielte Siegtore; 1 Play-downs/Relegation; Kursiv: Statistik nicht vollständig)